# Lev Skrbenský Hříště

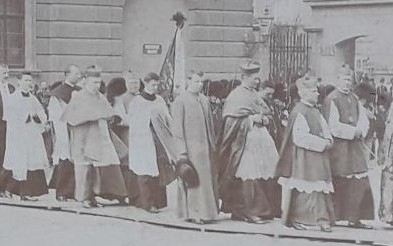
Mons. Gyula Zichy, l'arcivescovo Lev Skrbenský Hříště e il Canonico Nazareno Patrizi in ablegazione pontificia, Praga, 23 aprile 1901.

Lev Skrbenský Hříště (Hukovice, 12 giugno 1863 – Olomouc, 24 dicembre 1938) è stato un cardinale e arcivescovo cattolico ceco.

## Biografia
Nato in una nobile famiglia morava (i baroni Skrbenský), studiò nel seminario di Olomouc e quindi alla Pontificia Università Gregoriana in Roma, ove conseguì la laurea in diritto canonico. Fu ordinato sacerdote il 7 luglio 1889 ad Olomouc. Dopo ulteriori studi in Roma, ebbe numerosi incarichi pastorali in patria e divenne canonico del capitolo della cattedrale di Praga. Fu consacrato vescovo ad Olomouc il 6 gennaio 1900 dopo essere stato nominato arcivescovo di Praga il 14 dicembre 1899.
Papa Leone XIII lo elevò al rango di cardinale presbitero nel concistoro del 15 aprile 1901, con il titolo cardinalizio di Santo Stefano al Monte Celio. La berretta cardinalizia fu consegnata dal cameriere segreto partecipante di Sua Santità Mons. Gyula Zichy con il Can. Nazareno Patrizi, segretario della pontificia ablegazione. Lev Skrbenský Hříště, a 38 anni ancora da compiere, era il membro più giovane del Sacro Collegio e tale resterà fino all'elevazione alla porpora dello spagnolo Rafael Merry del Val nel novembre 1903.
Nel 1910 venne insignito dell'Ordine Reale di Santo Stefano d'Ungheria, mentre nel gennaio 1916 fu eletto arcivescovo di Olomouc dal capitolo della Cattedrale, elezione confermata successivamente dal papa. Rassegnò le dimissioni dalla carica nel 1920 dopo la violenta campagna politica del governo cecoslovacco contro i vescovi cattolici per ritirarsi in un convento. Morì nella casa del fratello, ultimo superstite delle creazioni cardinalizie di Leone XIII, e fu sepolto nella cattedrale di Olomouc.

## Genealogia episcopale e successione apostolica
La genealogia episcopale è:
- Cardinale Scipione Rebiba
- Cardinale Giulio Antonio Santori
- Cardinale Girolamo Bernerio, O.P.
- Arcivescovo Galeazzo Sanvitale
- Cardinale Ludovico Ludovisi
- Cardinale Luigi Caetani
- Cardinale Ulderico Carpegna
- Cardinale Paluzzo Paluzzi Altieri degli Albertoni
- Papa Benedetto XIII
- Papa Benedetto XIV
- Papa Clemente XIII
- Arcivescovo Giovanni Battista Caprara Montecuccoli
- Vescovo Dionys von Rost
- Vescovo Karl Franz von Lodron
- Vescovo Bernhard Galura
- Vescovo Giovanni Nepomuceno de Tschiderer
- Cardinale Friedrich Johann Joseph Cölestin von Schwarzenberg
- Cardinale Franziskus von Paula Schönborn
- Arcivescovo Théodore Kohn
- Cardinale Lev Skrbenský Hříště

La successione apostolica è:
- Vescovo Frantisek Borgia Krásl (1901)
- Vescovo Václav Antonin Frind (1901)
- Vescovo Josef Doubrava (1903)
- Vescovo Josef Antonin Hůlka (1908)
- Vescovo Frantisek Brusák (1908)
- Vescovo Josef Jindrich Gross (1910)
- Vescovo Norbert Johann Klein, O.T. (1917)